# Marorastadion
Het Marorastadion is een multifunctioneel stadion in Serui, een plaats in de Indonesische provincie Papoea. 
Het stadion wordt vooral gebruikt voor voetbalwedstrijden, de voetbalclubs Persewar Waropen en Papua Masked Riders maken gebruik van dit stadion. In het stadion is plaats voor 10.000 toeschouwers. 